# Taça da Liga
Taça da Liga je nogometno natjecanje u Portugalu osnovano 2007. godine koje organizira Liga Portuguesa de Futebol Profissional (LPFP) te u njemu sudjeluju klubovi iz najviše dvije portugalske nogometne lige - Primeira lige i Segunda lige. 
 Kako je to natjecanje ekvivaletno liga-kupovima u drugim zemljama, često se međunarodno i naziva portugalskim liga-kupom. 
 
Za razliku od Engleskog ili francuskog liga-kupa, pobjednici ne mogu izboriti igranje u Europskoj ligi. 

Samo natjecanje se odvija kroz više faza na ispadanja, a trenutno se treća faza igra u grupama jednokružnim sistemom. 

Natjecanje uz naziv Taça da Liga zove i po nazivu sponzora, pa se dosad zvalo i:
- Carlsberg Cup (2007./08. – 2009./10.)
- bwin Cup (2010./11.)
- Taça da Liga (2011./12. – 2014./15.)
- Taça CTT (2015./16. - )

## Dosadašnje završnice
| sezona    | grad    | stadion                      | pobjednik                       | rezultat       | finalist                |
| --------- | ------- | ---------------------------- | ------------------------------- | -------------- | ----------------------- |
| 2007./08. | Faro    | Estádio Algarve              | Vitória de Setúbal              | 0:0 (3:2 11 m) | Sporting CP Lisabon     |
| 2008./09. | Faro    | Estádio Algarve              | Benfica Lisabon                 | 1:1 (3:2 11 m) | Sporting CP Lisabon     |
| 2009./10. | Faro    | Estádio Algarve              | Benfica Lisabon                 | 3:0            | Porto                   |
| 2010./11. | Coimbra | Estádio Cidade de Coimbra    | Benfica Lisabon                 | 2:1            | Paços de Ferreira       |
| 2011./12. | Coimbra | Estádio Cidade de Coimbra    | Benfica Lisabon                 | 2:1            | Gil Vicente Barcelos    |
| 2012./13. | Coimbra | Estádio Cidade de Coimbra    | Sporting Braga                  | 1:0            | Porto                   |
| 2013./14. | Leiria  | Estádio Dr. Magalhães Pessoa | Benfica Lisabon                 | 2:0            | Rio Ave (Vila do Conde) |
| 2014./15. | Coimbra | Estádio Cidade de Coimbra    | Benfica Lisabon                 | 2:1            | Maritimo Funchal        |
| 2015./16. | Coimbra | Estádio Cidade de Coimbra    | Benfica Lisabon                 | 6:2            | Maritimo Funchal        |
| 2016./17. | Faro    | Estádio Algarve              | Moreirense (Moreira de Cónegos) | 1:0            | Sporting Braga          |

## Poveznice
- službene stranice
- rsssf.com, Portugalski liga-kup